# Spoorlijn Brou - La Loupe
De spoorlijn Brou - La Loupe was een Franse spoorlijn van Brou naar La Loupe. De lijn was 41,8 km lang en heeft als lijnnummer 504 000.

## Geschiedenis
De lijn werd geopend door de Compagnie du chemin de fer d'Orléans à Rouen op 10 december 1899. Reizigersverkeer werd opgeheven op 7 november 1938. Goederenvervoer tussen Brou en Frazé was er tot 1949 en tussen Frazé en  La Loupe tot 7 mei 1971. Na buitendiensstelling is de lijn volledig opgebroken.

## Aansluitingen
In de volgende plaatsen is of was er een aansluiting op de volgende spoorlijnen:
Brou
RFN 500 000, spoorlijn tussen Chartres en Bordeaux-Saint-Jean
La Loupe
RFN 420 000, spoorlijn tussen Paris-Montparnasse en Brest
RFN 422 000, spoorlijn tussen La Loupe en Prey